# Karl Hüller (Unternehmer)
Karl Hüller (geboren 21. November 1882 in Tempelburg, Pommern; gestorben 1965) war ein deutscher, insbesondere in Ludwigsburg tätiger Unternehmer und Fabrikant.
Hüller war Namensgeber des Werkzeugmaschinenbauers Karl Hüller GmbH, der späteren Hüller Hille.
Als Unternehmer förderte er „die Entwicklung des Werkzeugmaschinenbaus und damit die gesamte industrielle Wirtschaft im Raum Ludwigsburg.“ Mit dem Titel Dr. Ing. e. h. wurde schon zu seinen Lebzeiten 1952 die Karl-Hüller-Straße nach ihm benannt.
1957 wurde er mit der Ludwigsburger „Bürgermedaille für Verdienste um das Wohl und Ansehen“ der Stadt ausgezeichnet.
1962 wurde ihm für seine Verdienste die Ehrenbürgerschaft der Stadt Ludwigsburg verliehen.